# Vekoslava
Vekoslava je žensko osebno ime.

## Izvor imena
Ime Vekoslava je ženska oblika moškega osebnega imena Vekoslav.

## Različice imena
Slava, Veka, Vjekoslava

## Pogostost imena
Po podatkih Statističnega urada Republike Slovenije je bilo na dan 31. decembra 2007 v Sloveniji število ženskih oseb z imenom Vekoslava: 194.

## Osebni praznik
V koledarju je ime Vekoslava uvrščeno k imenu Alojzija.